# Anel Rodoviário (Belo Horizonte)

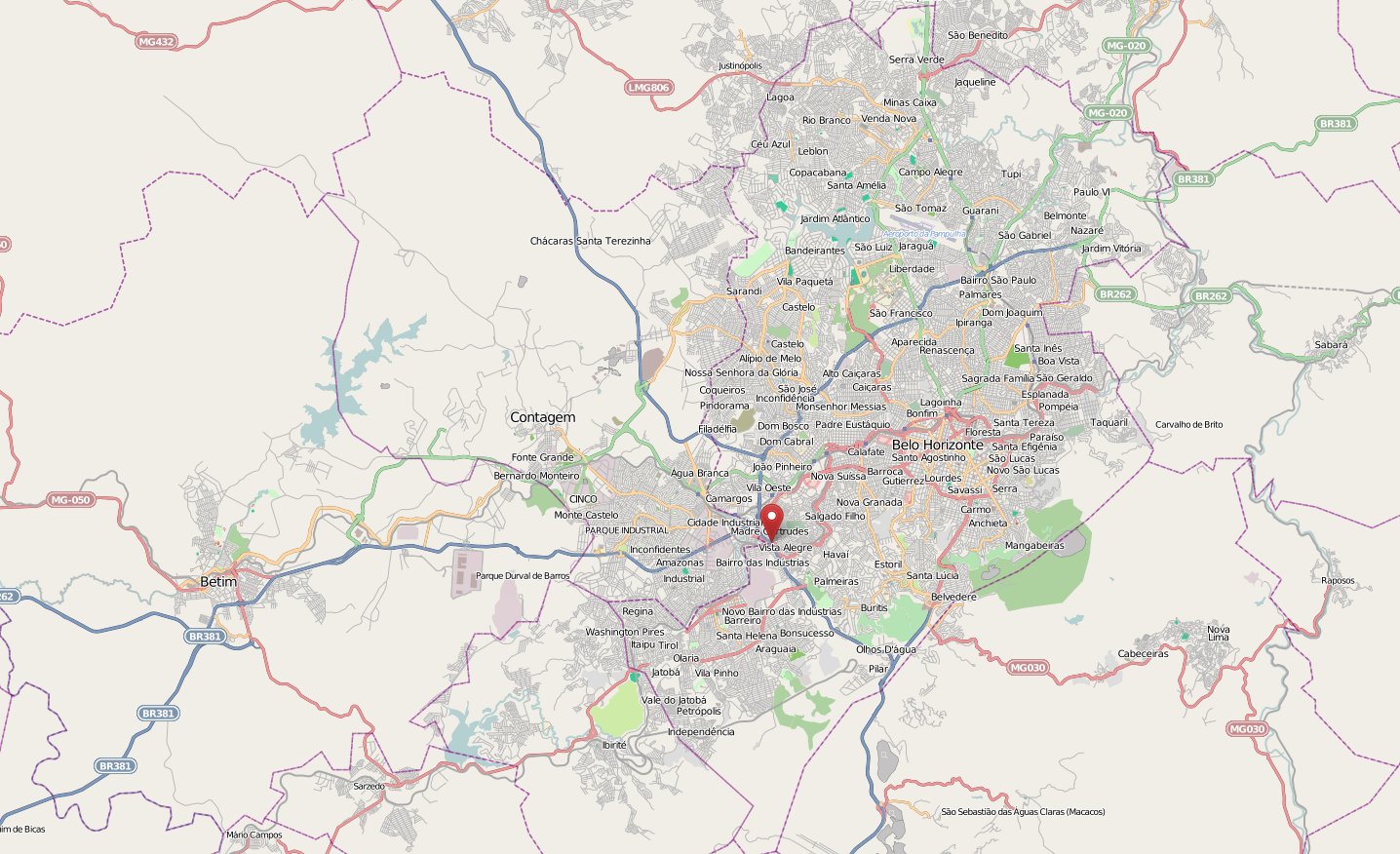
Anel Rodoviário de Belo Horizonte. Mapa político.

Anel Rodoviário (oficialmente, "Anel Rodoviário Celso Mello Azevedo") é uma via expressa da grande Belo Horizonte,, construída nos anos 50 para desafogar o crescente tráfego de carga que passava pelo Centro de Belo Horizonte. Atualmente recebe fluxo diário de 120 mil veículos com aproximadamente 27km de extensão, se iniciando na união das rodovias BR-262 e BR-381, na altura dos bairros Goiânia e Nazaré, na porção Nordeste, e se terminando no encontro da BR-040 com a BR-356, no bairro Olhos d'Água (Região Oeste). O objetivo principal dessa via é permitir que veículos atravessem a capital sem passarem pelo Centro, da mesma forma que também permite que um habitante do sul chegue mais facilmente do oeste ao norte da cidade, e vice-versa.

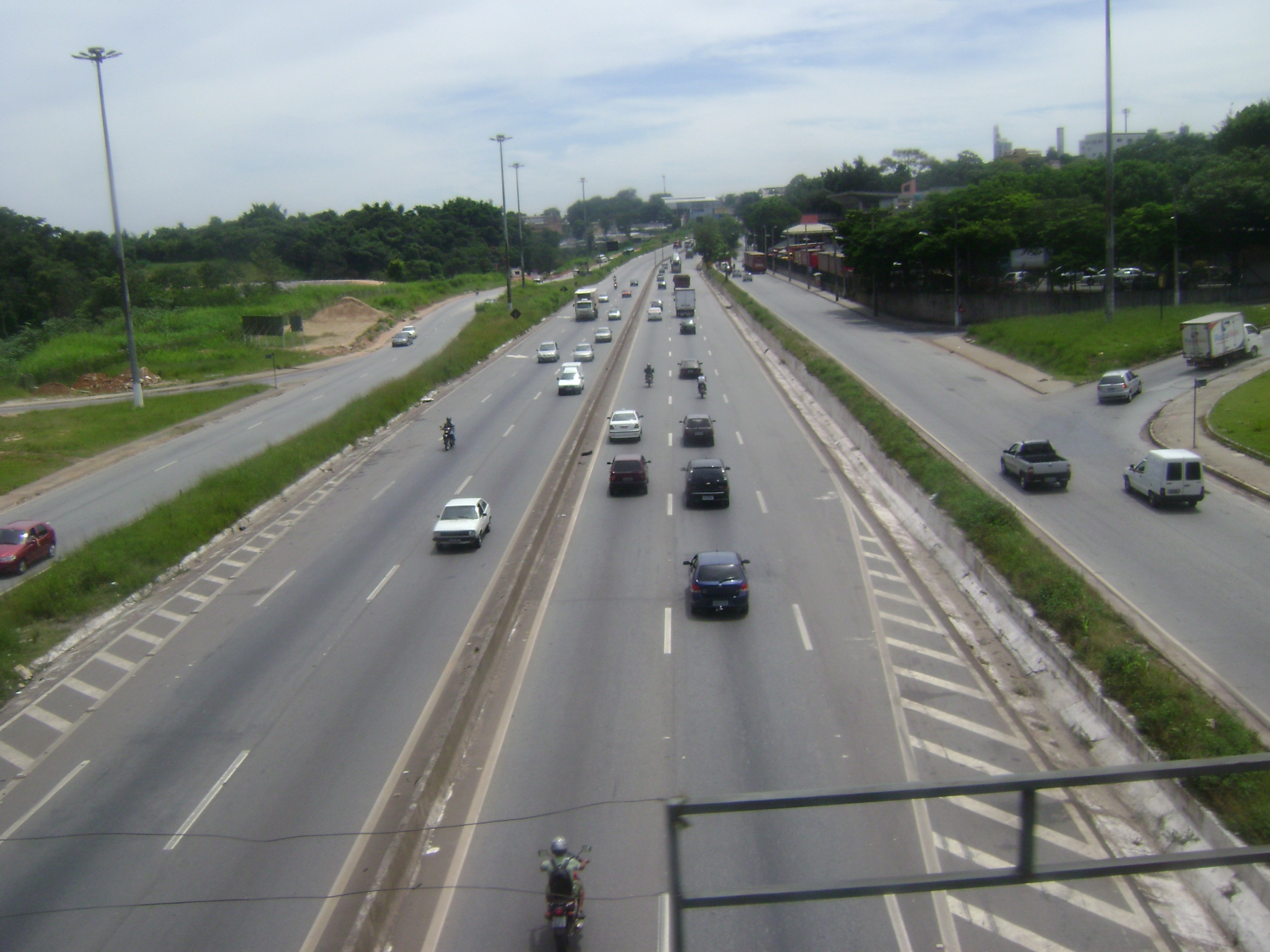
Vista do Anel' através de viaduto da avenida Carlos Luz.

O Anel cruza algumas das principais vias da cidade, pela ordem: Linha Verde / Cristiano Machado, Antônio Carlos, Catalão, Pedro II, Via Expressa e Avenida Amazonas. A BR-040 adentra a região metropolitana oriunda de Brasília via bairro Califórnia, a noroeste do centro de Belo Horizonte. O trecho que corresponde a justaposição da BR-262 e da BR-381 segue até a confluência com a BR-040 e com a Avenida Verador Cicero Idelfonso, próximo ao Alto dos Pinheiros. A partir dali a rodovia, correspondendo agora à confluência das 3 BRs, segue até o cruzemento com a Avenida Amazonas, ponto a partir do qual a BR-040 segue sozinha até o fim do Anel.  Muitas pessoas chamam o anel somente de BR-262, sendo a referência visível até mesmo em endereços de fabricas próximo ao Olhos d'Água, mesmo em trecho já desvinculado da BR-381 e da BR-262 propriamente dita, que segue justaposta à BR-381 em direção ao bairro Cidade Industrial em Contagem, vindo essas a se desvencilharem somente em viaduto bem avante, já no limite ocidental da cidade de Betim.
O anel concentra 45,5% dos acidentes registrados pela Polícia Militar Rodoviária (PMRv) na região metropolitana em 2012, e estes são frequentes principalmente no trecho de 5 Km entre os bairros Olhos d'Água e Betânia. Os riscos são aumentados por um alto número de ocupações desordenadas e irregulares próximas à pista, chegando a 3 mil famílias. Obras de reforma e ampliação do anel estão há muito planejadas, mas encontram-se essas frequentemente suspensas e/ou adiadas em virtude de denúncias de irregularidades no edital e de desvio de verbas junto ao Departamento Nacional de Infraestrutura de Transportes (DNIT), órgão federal prioritariamente responsável pela via, além de impasses acerca da remoção das ocupações.

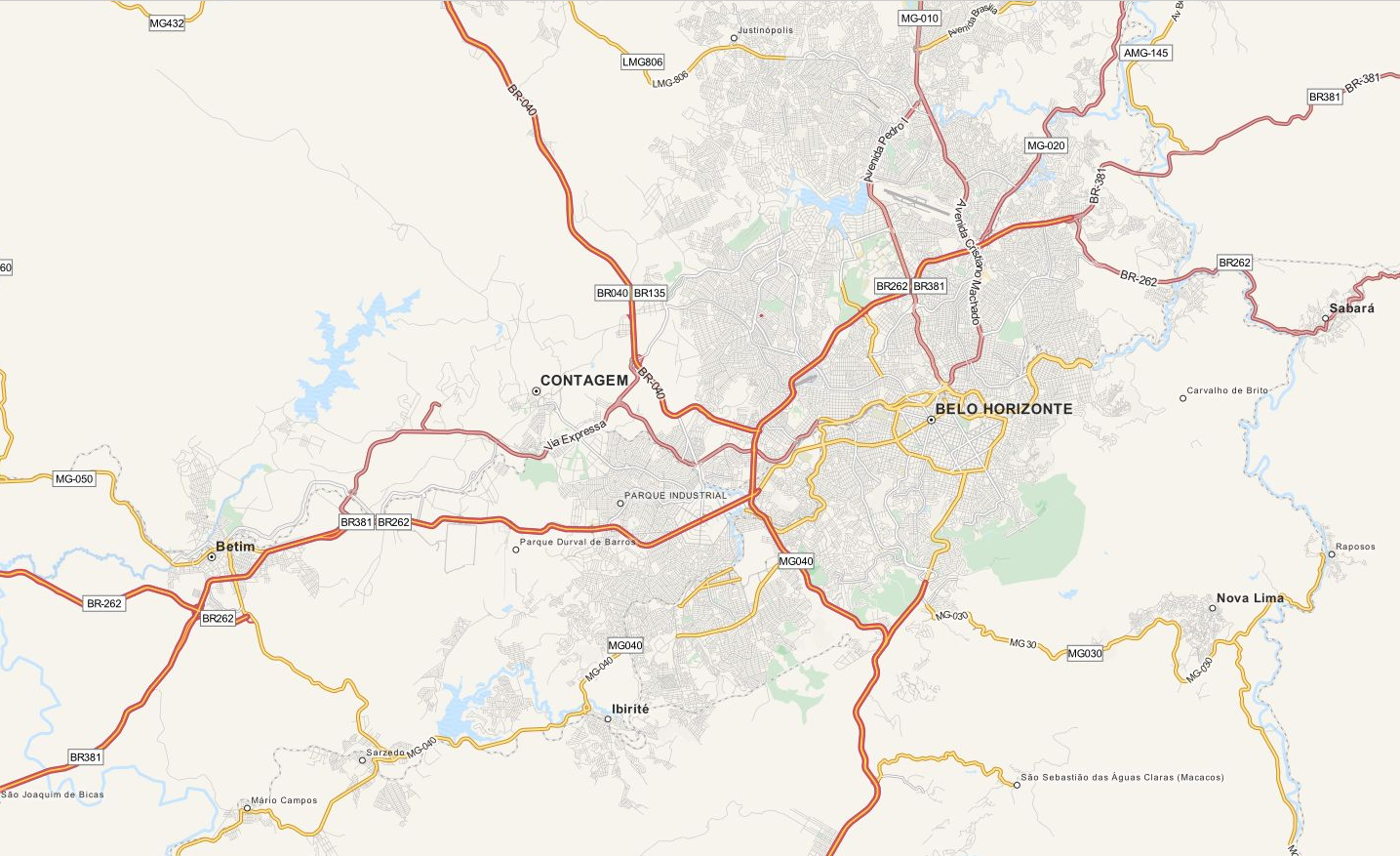
Anel Rodoviário de Belo Horizonte e vias afluentes retratados em mapa exibido via navegador de internet Google Chrome versão 12.0.742.112 rodando sobre sistema operacional SuSe Linux 11.1. O Anel rodoviário corresponde ao anel semicircular laranja escuro concêntrico à região central de Belo Horizonte, à direita do mapa. À esquerda no mapa, em laranja também escuro e praticamente na horizontal, a BR-381 e a BR-262, que fluem justapostas até Betim após separação do anel e da BR-040, na altura da interseção com a Avenida Amazonas (o ponto "" ao centro do mapa acima, ou junto ao marcador vermelho no mapa abaixo, onde as vias aparecem em azul, não em laranja). Embora ainda designada por muitos como "BR-262" até a interseção com a BR-356, doravante é a BR-040 que continua, solitária, a contornar a região central de Belo Horizonte a sudoeste dessa, no trecho entre a interseção com a Avenida Amazonas e a interseção com a BR-356, na altura do bairro Olhos D'água - bairro este conectado ao bairro Belvedere por essa última (pela perna direita do "Y" laranja escuro inferior no mapa). Do Olhos D'água em diante as BRs 040 e 356 se justapõem, abandonando a metrópole em sentido sul, rumo a Congonhas e Ouro Preto. A BR-040, oriunda de Brasília, intercala-se ao anel através da via lateral esquerda (é confluente à BR-135) no "Y" laranja escuro logo acima do " " no mapa, aquele a esse conectado via "pernas verticais". O anel inicia-se na confluência das BRs 381 e 262 [vias em rosa escuro (mapa acima), ou verde claro (mapa abaixo)], bem à direita nos mapas, na altura do bairro Nazaré (BH), a nordeste da capital.
Mapas obtidos via páginas eletrônicas geradas pela OpenStreetMap, sob licença livre.